# Santău
Santău é uma comuna romena localizada no distrito de Satu Mare, na região histórica da Transilvânia. A comuna possui uma área de 82.95 km² e sua população era de 2546 habitantes segundo o censo de 2007.